# Silas (Alabama)
Silas é uma cidade  localizada no estado americano de Alabama, no Condado de Choctaw.

## Demografia
Segundo o censo americano de 2000, a sua população era de 529 habitantes.
Em 2006, foi estimada uma população de 492, um decréscimo de 37 (-7.0%).

## Geografia
De acordo com o United States Census Bureau, a localidade tem uma área de 13,6 km², sem área coberta por água. Silas localiza-se a aproximadamente 47 m acima do nível do mar.

## Localidades na vizinhança
O diagrama seguinte representa as localidades num raio de 32 km ao redor de Silas.